# فريتز شتراسمان
فريتز شتراسمان (بالألمانية: Straßmann)‏ (22 فبراير 1902 - 22 أبريل 1980) هو كيميائي ألماني. توصل مع صديقه أوتو هان سنة 1939 إلى أن يوجود هناك بقايا من الباريوم بعد قذف اليورانيوم بالنيوترونات، وهي تدل على تأكيد ظاهرة الانشطار النووي، والتي لم تكن معروفة سابقاً.